# Kylie Live: X2008
Kylie Live: X2008 ist eine DVD und Blu-ray des Konzerts KylieX2008 der australischen Sängerin Kylie Minogue. Sie wurde am 2. August 2008 in O2 Arena in London gefilmt. Die DVD enthält das volle Konzert mit einem Dokumentarfilm, einige Projektionen, konzeptionelle Entwürfe und eine Fotogalerie.

## Titelliste
1. Speakerphone
2. Can’t Get You Out of My Head
3. Ruffle My Feathers
4. In Your Eyes
5. Heart Beat Rock
6. Wow
7. Shocked
8. Loveboat
9. Copacabana
10. Spinning Around
11. Like a Drug
12. Slow
13. 2 Hearts
14. Sometime Samurai
15. Come into My World
16. Nu-di-ty
17. Sensitized
18. Flower
19. I Believe in You
20. On a Night Like This
21. Your Disco Needs You
22. Kids
23. Step Back in Time
24. In My Arms
25. No More Rain
26. The One
27. Love at First Sight
28. I Should Be So Lucky

DVD
1. Speakerphone / Can’t Get You Out of My Head
2. Ruffle My Feathers
3. Like a Drug
4. Sometime Samurai
5. Sensitized

Blu-ray
1. Speakerphone / Can’t Get You Out of My Head
2. Ruffle My Feathers
3. In Your Eyes
4. Heart Beat Rock / Wow
5. Loveboat
6. Spinning Around
7. Like a Drug
8. 2 Hearts
9. Sometime Samurai
10. Nu-di-ty
11. Sensitized
12. In My Arms
13. No More Rain

- Konzeptionelle Entwürfe
- Fotogalerie
- KylieX2008 DVD trailer